# Lords of EverQuest
Lords of EverQuest ist ein Fantasy-Echtzeit-Strategiespiel und ein Ableger des MMORPG EverQuest. Entwickelt wurde das Spiel von dem kurzlebigen Unternehmen Rapid Eye Entertainment. Die Veröffentlichung erfolgte durch Sony Online Entertainment am 1. Dezember 2003 in den Vereinigten Staaten und am 12. Februar 2004 in Deutschland.
Anders als bei EverQuest sind nach dem Erwerb keine weiteren monatlichen Zahlungen erforderlich, da das Spiel hauptsächlich für den Einzelspieler-Modus konzipiert wurde. Dennoch sind Mehrspieler-Partien über LAN oder Internetverbindung mit bis zu 12 Spielern möglich.

## Inhalt
Lords of EverQuest enthält drei Kampagnen mit jeweils 12 Missionen, 15 verschiedene mächtige Fürsten und mehr als 60 verschiedene Einheiten, die aufsteigen, sich weiterentwickeln und von Mission zu Mission transferiert werden können sowie über 30 Gebäude. Als einzige Ressource steht Platinum zur Verfügung. Handlungsort des Geschehens ist die Welt Norrath, in der drei Reiche um die Vorherrschaft kämpfen:
- Das Schattenreich ist eine Vereinigung aller bösartig veranlagten Nationen Norraths, das von den Dunkelelfen, Teir´ Dal genannt, und den Iksar, einer reptilienartigen humanoiden Rasse, geführt wird, dem aber auch kleinere Nationen der Oger, Gnome, Trolle, Goblins und Mogri angehören.
- Die Elddar-Allianz besteht aus den Koada´ Dal-Elfen, den Froschloks und den Halblingen.
- Die Bruderschaft der Dämmerung ist eine Allianz zwischen den drei nördlichen Königreichen der Menschen, Barbaren und Zwerge, der sich später die Kerraner, ein katzenartiges Volk, anschlossen.